# Maria Leszczyńska

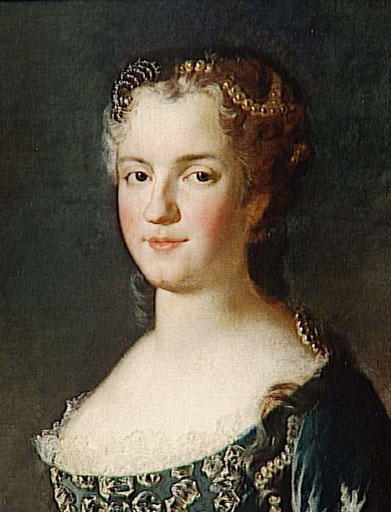
Maria Leszczyńska, Königin von Frankreich, ca. 1730

Maria Karolina Zofia Felicja Leszczyńska (anhörenⓘ) (französisch Marie-Caroline-Sophie-Félicité Leszczyńska; * 23. Juni 1703 in Trebnitz, Schlesien; † 24. Juni 1768 in Versailles, Frankreich) aus dem Adelsgeschlecht der Leszczyński, war durch Heirat mit Ludwig XV. Königin von Frankreich.

## Familiärer Hintergrund
Maria war die jüngere Tochter von Stanislaus Leszczyński (damals Woiwode von Posen) und der Gräfin Katharina Opalińska. Ihre ältere Schwester Anna Leszczyńska starb bereits 1717.

Maria im Alter von 9 Jahren (1712), von Johann Starbus

Der schwedische König Karl XII. erzwang am 14. Februar 1704 die Absetzung von August dem Starken als polnischem König und am 12. Juli 1704 die Wahl von Stanislaus Leszczynski zum neuen König von Polen. Im September 1704 griff der entthronte August Warschau an. Stanislaus ließ seine Familie unter dem Schutz treuer Gardetruppen überstürzt nach Posen fliehen.
Nach der entscheidenden Niederlage Karls XII. in der Schlacht bei Poltawa (8. Juli 1709) gegen Peter den Großen konnte sich August der Starke erneut als polnischer König etablieren. Stanislaus Leszczynski und seine Familie mussten flüchten. Sie lebten zuerst u. a. in Stettin, dann in Schweden und seit 1714 im Herzogtum Pfalz-Zweibrücken, das der Schwedenkönig Stanislaus zum Nießbrauch übertragen hatte. Dort residierte der vertriebene Polenkönig auf Schloss Tschifflik. Maria bekam durch ihren Vater und ihre Erzieherin, Madame Marenska, eine solide Ausbildung. Sie beherrschte mehrere Sprachen, u. a. Latein, und erhielt Musik- und Malunterricht. Nach dem Tod Karls XII. am 11. Dezember 1718 musste die Familie Leszczynski Pfalz-Zweibrücken verlassen und fand Aufnahme in Frankreich. Herzog Philipp von Orléans, der Regent von Frankreich für den minderjährigen König Ludwig XV., wies den Flüchtlingen einen Wohnsitz in Wissembourg im Elsass zu. Stanislaus erhielt zwar im Namen des Königs eine kleine Pension, die aber nur unregelmäßig ausgezahlt wurde. So musste er mit seinen Angehörigen in recht bescheidenen Verhältnissen leben. 1733 hatte Maria die Freude, dass ihr Vater mit französischer Unterstützung nach dem Tod Augusts des Starken wieder den polnischen Thron besteigen konnte. Von diesem wurde er aber schon bald durch den sächsischen Kurfürsten August, den Sohn Augusts des Starken, verdrängt. Stanislaus musste nun endgültig auf den polnischen Königstitel verzichten und erhielt 1736/37 als Ersatz von Ludwig XV. die neu erworbenen Herzogtümer Lothringen und Bar zugesprochen. Letztlich soll die königliche Pension 2000 Livres betragen haben. Obwohl persönlich sehr fromm, blieb er als ein Förderer religiöser Toleranz, Kunst, Architektur und Literatur und vieler sozialer Einrichtungen in Erinnerung.

## Hochzeit mit Ludwig XV.

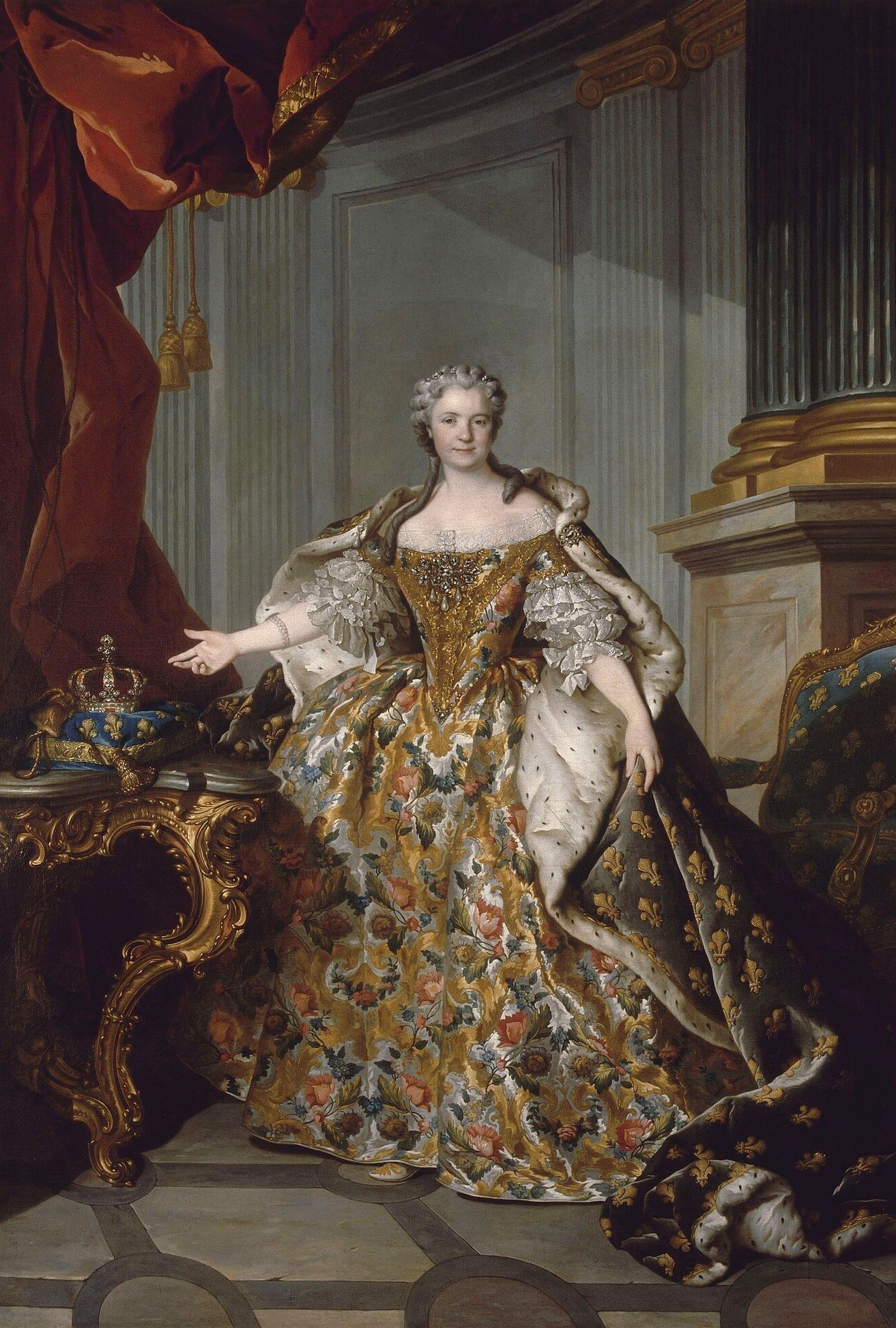
Maria Leszczyńska im Krönungsornat

Maria verliebte sich zunächst in Ludwig Georg, den zukünftigen Markgrafen von Baden, doch dessen Mutter verhinderte eine tiefere Beziehung durch eine Wallfahrt nach Rom. Nach dem Tod des Herzogs von Orléans am 2. Dezember 1723 wurde der Herzog von Bourbon, genannt Monsieur le Duc, französischer Premierminister. Seine Mätresse, Madame de Prie, schlug ihm, da er sich verheiraten wollte, die polnische Prinzessin als Braut vor. Sehr bald wurden aber für Maria andere Heiratspläne gemacht. Der junge König sollte nämlich so rasch wie möglich verheiratet werden. Ludwig XV. war zwar bereits mit der spanischen Infantin Maria Anna verlobt, die aber erst fünf Jahre alt war, weshalb eine Eheschließung nicht so bald in Frage kam. Dies bedeutete aber eine Gefahr für den Fortbestand der Dynastie der Bourbonen. Falls der öfter kranke König ohne Nachkommen sterben sollte, wäre der Thron an den Herzog von Orléans gegangen, was ein Ende des politischen Einflusses des Herzogs von Bourbon bedeutet hätte. Daher wurde die kleine Verlobte des Königs im April 1725 nach Spanien zurückgeschickt. Als Ersatz wurde zunächst ein Katalog von 99 und später eine neue Liste von 82 Heiratskandidatinnen aus dem Adel ganz Europas erstellt. Die Auserwählte musste zwar von hohem Stand sein, am besten aus königlichem Geschlecht, um ihrem künftigen Gemahl ebenbürtig zu sein, aber sie sollte trotzdem aus politisch möglichst einflusslosen Verhältnissen stammen. Für den Herzog von Bourbon und seine Mätresse war die polnische Königstochter Maria die ideale Kandidatin, da diese ihnen die Wahl zur neuen Königin zu verdanken hätte und ihr Vater Stanislaus ein entthronter Monarch mit wenig Einfluss war. Der französische Premierminister rechnete mit Marias Abhängigkeit und Dankbarkeit und gedachte, über sie auf den jungen König einzuwirken. So wurde ihre Verlobung mit Ludwig XV. am 25. März 1725 im Geheimen Rat beschlossen und zwei Monate später, am 27. Mai, offiziell verkündet.
Maria war eine sehr fromme Katholikin, von guter Gesundheit, und galt als gutmütig und anspruchslos. Sie wird als nicht gerade schön, allenfalls ansehnlich und kleinwüchsig beschrieben; außerdem war sie sechs Jahre älter als ihr Bräutigam. Manche Quellen charakterisieren sie als ernst und langweilig, aber aufgrund ihrer gediegenen Bildung war sie durchaus geistreich. Das Leben am französischen Hof sprach sie wenig an, sie sollte es als intrigant empfinden und bewusst zu ihm auf Distanz gehen. Angehörige des Hauses Orléans bezeichneten das Heiratsprojekt wiederum als „Mesalliance“ für den französischen König. Zum Zeitpunkt von Marias Vermählung mit Ludwig schienen jedoch der polnische Thron und das riesige Vermögen ihres Vaters noch nicht endgültig verloren, aber weitere politische Entwicklungen machten die Hoffnungen hierauf zunichte. Am französischen Hof fand die geplante Vermählung nicht ungeteilte Zustimmung; ausgestreute Gerüchte stellten die polnische Prinzessin als hässlich, epileptisch oder unfruchtbar dar. Eine ärztliche Untersuchung konnte jedoch die Gesundheit und Fruchtbarkeit der auserwählten Braut belegen. Ihr Vater Stanislaus soll hocherfreut gewesen sein, als ein königlicher Eilkurier ihn am 2. April 1725 über die beabsichtigte Verheiratung seiner Tochter mit Ludwig XV. informierte, und Mutter und Tochter aufgefordert haben, Gott für diese glückliche Fügung zu danken. Als Stanislaus Leszczyński Jahre später (1737) von seinem Schwiegersohn als Herzog von Lothringen und Bar eingesetzt wurde, erwies er sich als ein kluger, in vieler Hinsicht seiner Zeit voraus agierender Herrscher.
Die Ferntrauung der polnischen Prinzessin fand am 15. August 1725 unter der Leitung des Kardinals Rohan in der Kathedrale von Straßburg statt, wobei der Herzog von Orléans die Rolle des Bräutigams übernahm. Nachdem die 22-jährige Maria dem fünfzehnjährigen König bei einer gemäß der strengen Hofetikette verlaufenden Begrüßung vorgestellt worden war, wurde die eigentliche Hochzeit des Paares am 5. September 1725 in Schloss Fontainebleau gefeiert. Zahlreiche französische und ausländische Fürsten nahmen an der prunkvollen Zeremonie teil, bei der die Braut einen violettsamtenen, edelsteinbesetzten Königsmantel, ein Diadem und eine elf Meter lange, von drei adeligen Hofdamen getragene Schleppe trug. Noch in der Hochzeitsnacht soll das Paar seine Ehe vollzogen haben und angeblich war es für den jungen König sein erstes sexuelles Erlebnis.

## Frühe Ehejahre

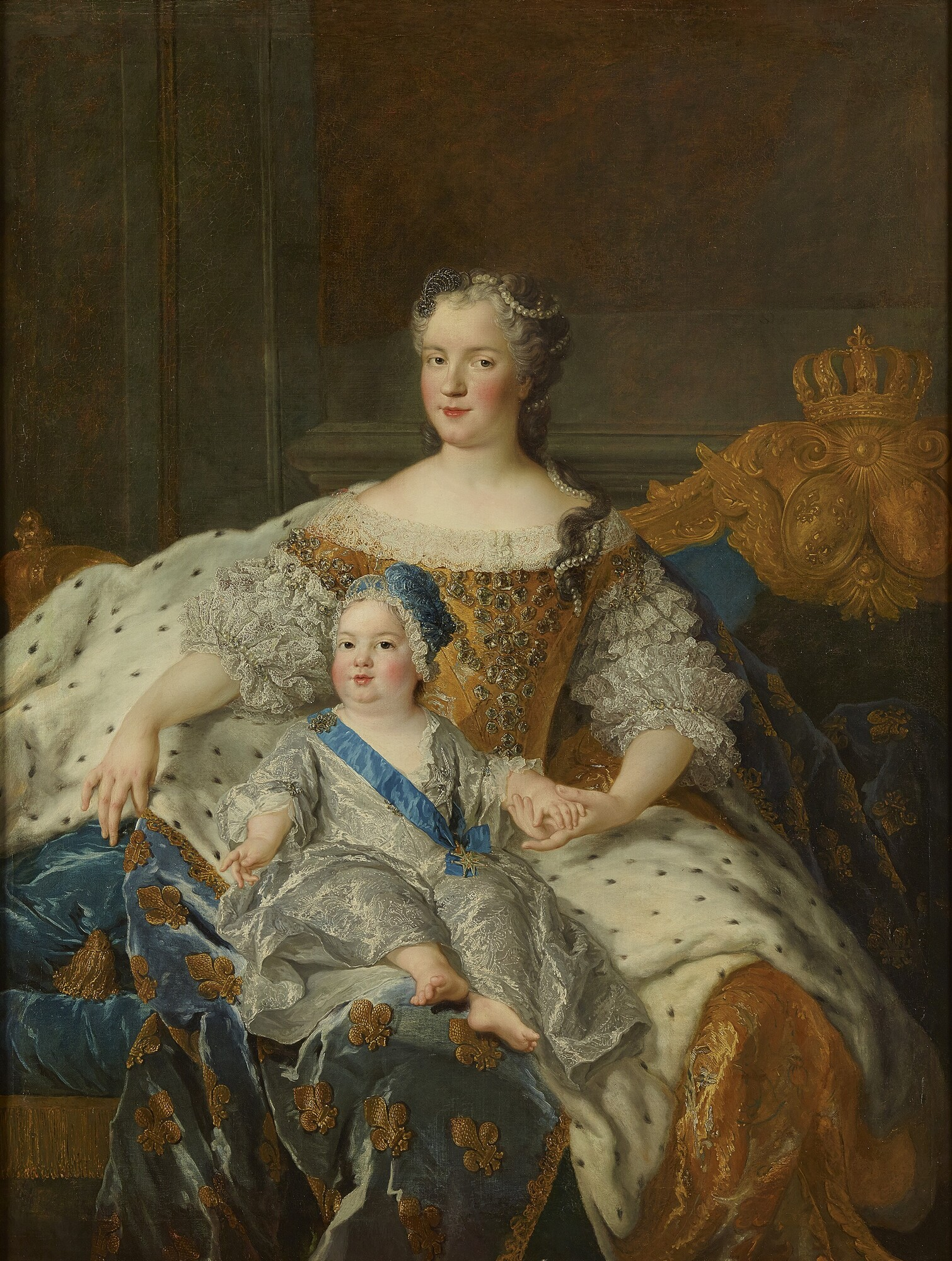
Maria Leszczyńska mit dem Dauphin Louis Ferdinand

Der König soll zunächst sehr in seine Gattin verliebt und die Ehe dementsprechend glücklich gewesen sein. Wegen ihrer vielen Schwangerschaften begleitete Maria ihren Gemahl selten, der sie dann wohl auf die Dauer doch als zu wenig anziehend, vielleicht sogar langweilig empfand. Sobald eine Schwangerschaft bei der Königin festgestellt wurde, enthielt sie sich auf den Rat ihrer Ärzte jeglicher sexueller Kontakte zu ihrem Gatten. An der Geburt ihres zehnten Kindes wäre die Königin fast gestorben. Aufgrund der Warnung ihrer Ärzte beschloss sie, keine weiteren Kinder zu bekommen, und verweigerte ihrem Gemahl jegliches weiteres Sexualleben. Maria bekam in ihren ersten zwölf Ehejahren zehn Kinder, von denen drei das Erwachsenenalter nicht erreichten.
Schon mit Marias kurz nach der Hochzeit erfolgtem einzigem Versuch, in der Politik mitzubestimmen – wovor sie ihr Vater dringend gewarnt hatte – begann eine zunehmende Entfremdung zwischen ihr und dem König. Sie versuchte damals, den Herzog von Bourbon – dem sie ja ihren gesellschaftlichen Aufstieg verdankte – bei dessen Kampf um die Gunst des Königs zu unterstützen. Sein Rivale um die Macht im Staat war der bereits 72-jährige André-Hercule de Fleury, Bischof von Fréjus. Dieser kritisierte oft die Politik des Premierministers und konnte nicht selten Staatsangelegenheiten in die von ihm gewünschte Richtung lenken. Nach der Rückkehr Ludwigs XV. von einem Jagdausflug bat ihn seine Gemahlin des Abends um ein Gespräch. Sie drang gemeinsam mit dem ebenfalls anwesenden Herzog von Bourbon auf den König ein, dass er nicht mehr bei jeder Unterredung mit seinen Ministern auch Fleury hinzuzog. Doch der König weigerte sich, verlangte später brieflich von seiner Gattin, alle Entscheidungen des Bischofs von Fréjus zu akzeptieren, und machte diesen schließlich zum nahezu unumschränkten Machthaber, nachdem er am 11. Juli 1726 den Herzog von Bourbon endgültig entmachtet hatte. Maria hatte sich mit ihrer Haltung die dauerhafte Feindschaft Fleurys zugezogen und wagte keinen weiteren Versuch, die Politik ihres Gatten mitzubestimmen.
Die Eheleute hatten auch recht verschiedene Interessen, so dass sich zwischen ihnen nicht das enge Vertrauensverhältnis aufbauen konnte, das sich der König wünschte.

## Weiteres Leben bei Hofe
Der König ging zu einem Leben mit zahlreichen Mätressen über, von denen Madame de Pompadour die längste und bekannteste Liaison des Königs darstellte. Gegen den zunehmenden Einfluss der Madame de Pompadour führte die Königin mit dem Dauphin und einigen Töchtern eine Gegenpartei am Hof, die sogenannten Devoten, an. Dabei gehörten zu Marias engeren Freunden etwa der Minister Jean-Frédéric Phélypeaux, comte de Maurepas, der Präsident Charles-Jean-François Hénault sowie der Herzog und die Herzogin von Luynes. Die Neigung ihres Vaters zu geistreicher Unterhaltung, Toleranz und Interesse an sozialem Engagement war der ganzen Familie Leszczyńska eigen und manifestierte sich auch in Marias Wirken als französische Königin. Die fromme Königin widmete sich neben ihren Kindern, die sehr an ihr hingen, auch der Armenfürsorge. Ihr Hofstaat ging täglich zur Messe. Zusammen mit mehreren Geistlichen, mit denen sie sich beinahe täglich besprach, unterstützte sie soziale Einrichtungen im ganzen Land, besserte höchstpersönlich gebrauchte Kleidung für Bedürftige aus und versorgte verletzte Diener. Für ihre Aktivitäten gab die persönlich sehr bescheidene Maria große Summen aus, die aber nicht aus der Staatskasse stammten, sondern durch private Spenden aufgebracht wurden, zu denen sie ihre Umgebung nötigte. Auch gegenüber Künstlern und Gelehrten war die Königin freigiebig. Auch das Umfeld von Voltaire gehörte zu ihren Kontakten, wurde aber wegen Fehlbenehmens auf Betreiben der Königin vom Hofe verwiesen. Emilies du Châtelet hingegen hatte als Mitglied des Hofstaates das Privileg, in Gegenwart der Königin zu sitzen. 1764 empfing sie auch den jungen Wolfgang Amadeus Mozart. Sie lehnte bewusst den Prunk des französischen Hofes ab, wobei sie eine eigene Hofhaltung betrieb. An offiziellen Anlässen beteiligte sie sich, die Kommunikation mit dem König wurde schriftlich abgehalten. Insgesamt wird berichtet, dass sie ihre Rolle als bedeutungslos gewordene Ehefrau mit Würde getragen und sich das Königspaar mit gegenseitiger Höflichkeit und Korrektheit behandelt habe.

## Die ersten Mätressen des Königs
Ludwig XV. fing 1733, nach der Geburt von Marias siebtem Kind Victoire Louise, außereheliche Beziehungen mit Mätressen an. Seine erste derartige Liaison, mit Louise de Nesle, Comtesse de Mailly, hielt er zunächst geheim; 1737 verkündete er sie offiziell. Maria erhielt von ihrem Vater den Rat, sich still mit der Mätressenwirtschaft ihres Gatten abzufinden.
Die Comtesse de Mailly wurde in der Folge von ihren jüngeren Schwestern Pauline, Marquise de Vintimille († 1741) und Marie-Anne, Herzogin von Châteauroux († 1744), ersetzt. Nach einer vorübergehenden Versöhnung mit Ludwig XV. während seiner Krankheit in Metz (August/September 1744) zog sich Maria in ihren Freundeskreis zurück.

## Leben im Schatten der Madame de Pompadour

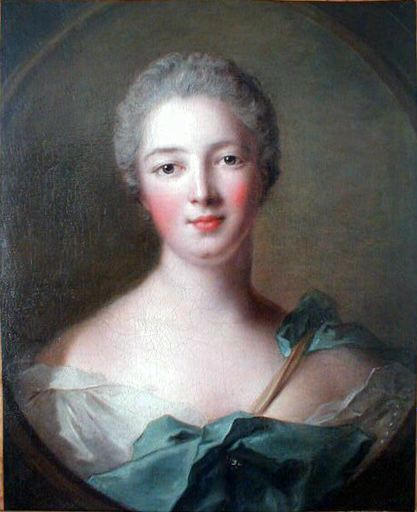
Madame de Pompadour, gemalt von Jean-Marc Nattier (1685–1766)

Bei der Heirat des Dauphins mit der spanischen Infantin Maria Theresia (1745) wurde Madame de Pompadour bei Hof eingeführt. Sie konnte fast 20 Jahre lang bis zu ihrem Tod (1764) ihre Stellung als offizielle Mätresse des Königs behaupten und stellte bald die Königin in den Schatten. Im Gegensatz zu ihren Vorgängerinnen bemühte sich Madame de Pompadour aber um ein ehrerbietiges, freundliches Verhältnis zur Königin. So erreichte sie etwa einmal, dass Ludwig XV. 40 000 Ecus Spielschulden seiner Gemahlin tilgte. Diese behandelte die Mätresse jedoch bestenfalls mit höflicher Duldung. Der Bruder der Favoritin des Königs, Abel François Poisson de Vandières, wurde zum Direktor der königlichen Bauten und Gärten ernannt und ließ der Königin oft durch seine Schwester einen Korb mit Blumen oder Früchten überbringen. Einmal war Maria bei einer solchen Begegnung anscheinend über das blendende Aussehen der Mätresse besonders verärgert, pries deren Schönheit in übertriebener Weise und bat sie um eine Kostprobe ihrer Gesangskünste, da sie schon so oft Lob über ihre schöne Stimme gehört habe. Madame de Pompadour wurde rot und verlegen ob der bewundernden Worte der Königin, merkte aber, dass diese keineswegs wohlmeinend gedacht waren, und suchte anfangs der Aufforderung zum Singen auszuweichen. Auf den ausdrücklichen Befehl der Königin aber stimmte sie schließlich eine Strophe der Arie der Armide an, in der die Zauberin Renaud in ihrem Bann hält: „Enfin, il est en ma puissance …“ („Endlich ist er in meiner Macht …“). Nun war es an der Königin die Farbe zu wechseln, und man merkte ihr den Unmut über die offensichtliche Unverschämtheit der Mätresse an, die sie aber selbst herausgefordert hatte.
Voltaire, der früher Lobesverse auf die Königin verfasst hatte, wollte 1746 unbedingt in die Académie française aufgenommen werden. Die Unterstützung der Madame de Pompadour trug wesentlich zum Erreichen seines Zieles bei und Voltaire schrieb in einem Dankgedicht, ihre Eroberung des Königs möge ebenso dauerhaft sein wie die militärischen Eroberungen Ludwigs XV. Für die Königin und deren Töchter war dies eine Schmach; Voltaire musste deshalb für einige Zeit den Hof verlassen.
Als die erste Gemahlin des Dauphins, Maria Theresia, schon sehr jung starb (1746) und daher sofort eine neue Braut für den Thronfolger gesucht wurde, fiel die Wahl auf die sächsische Prinzessin Maria Josepha. Die Königin sträubte sich anfangs gegen diese eheliche Verbindung, da die ausersehene Braut eine Enkelin Augusts des Starken war, der einst Stanislaus Leszczyński, Marias Vater, vom polnischen Thron gestoßen hatte. Ludwig XV. und Madame de Pompadour konnten der Königin aber schließlich die Zustimmung zu dem Heiratsprojekt abringen und bei der Hochzeit zeigte die neue Dauphine der Königin auf geschickte Weise, dass sie deren Vater Stanislaus sehr schätze. Seither war Maria für die Dauphine wie eine mütterliche Freundin. Aus der Ehe des Thronfolgerpaares gingen viele Kinder hervor, so dass Maria u. a. die Großmutter der künftigen Könige Ludwig XVI., Ludwig XVIII. und Karl X. wurde.
Nicht lange nach dem Tod der Pompadour nahm sich Ludwig XV. eine neue Mätresse, die Gräfin du Barry.

## Tod
Nachdem Maria schon den Tod einiger Kinder hatte beklagen müssen, trafen sie in ihren letzten Lebensjahren weitere schwer erträgliche Schicksalsschläge: 1765 starb der Dauphin; 1766 verschied ihr hochbetagter Vater an den bei einem Sturz in einen Kamin erlittenen Verbrennungen; und schließlich starb 1767 die Dauphine. Ein Jahr später, am 24. Juni 1768, ereilte auch Maria im Alter von 65 Jahren der Tod. Ihr Gatte, ihre Kinder und Enkel betrauerten ihr Ableben sehr. Sie erhielt ihre letzte Ruhestätte in der Kathedrale von Saint-Denis. Ihr Herz wurde nach Nancy überführt, wo es neben ihren Eltern in der Kirche Notre-Dame-de-Bonsecours ruht.

## Porträts
Porträts von Maria schufen u. a. die französischen Maler Jean-Marc Nattier, Carle van Loo und Louis-Michel van Loo. Das Gemälde von van Loo stachen unter anderem L. Crespy, N. Larmessin und J. Moyreau.

## Volkstümliche Rezeption
Schon zu Lebzeiten entstanden Gerüchte über Maria. In der volkstümlichen Literatur findet sich die Legende, dass die kleine Maria während ihrer Flucht mit ihrem Vater aus Polen in einem Dorfgasthaus verlorengegangen sei und dort im Trog in einem Stall wiedergefunden worden sein soll. Bei einer anderen Gelegenheit soll sie aus Sicherheitsgründen in einem Ofen versteckt worden sein.
Maria soll Erfinderin der Königinpastete sein, zumindest geht man davon aus, dass die Königin die kleinen Bouchées in Mode gebracht hat, wie auch andere Gerichte und Delikatessen – Historiker sind sich über das Thema ihres Appetits einig.

## Nachkommen
Ludwig XV. und Maria bekamen in den ersten zwölf Ehejahren zehn Kinder, von denen drei schon im Kindesalter starben:
1. Marie Louise Élisabeth von Frankreich  (14. August 1727; † 6. Dezember 1759), ⚭ Philipp, Herzog von Parma
2. Anne Henriette von Frankreich (14. August 1727; † 10. Februar 1752)
3. Marie Louise von Frankreich (28. Juli 1728; † 19. Februar 1733)
4. Louis Ferdinand von Frankreich (4. September 1729; † 20. Dezember 1765), Dauphin, Vater Ludwigs XVI.
5. Philippe von Frankreich (30. August 1730; † 7. April 1733), Herzog von Anjou
6. Marie Adélaïde von Frankreich (23. März 1732; † 27. Februar 1800)
7. Marie Louise Thérèse Victoire von Frankreich (11. Mai 1733; † 7. Juni 1799)
8. Sophie Philippine Élisabeth Justine von Frankreich (27. Juli 1734; † 3. März 1782)
9. Marie Thérèse Félicité von Frankreich (18. Mai 1736; † 28. September 1744)
10. Louise Marie von Frankreich (15. Juli 1737; † 23. Dezember 1787)

Da Marias zweiter Sohn Philipp Louis schon als dreijähriger Knabe starb, blieb der Dauphin Ludwig als einziger männlicher Nachkomme übrig. Seine Mutter behandelte ihn recht streng und beeinflusste maßgeblich seine auf die künftige Rolle als Thronfolger ausgerichtete Erziehung. Die acht Mädchen des Königspaares wurden als „Mesdames de France“ bezeichnet und nach ihrem Alter durchnummeriert. So wurde etwa die älteste Tochter als Madame Première (die Erste), die zweitälteste Tochter als Madame Seconde (die Zweite) usw. angesprochen. Nach dem frühen Tod der Tochter Marie Louise wurde die Zählung angepasst. Adélaïde war nunmehr statt Madame Quatrième Madame Troisième. Das letzte Kind, Louise Marie, wurde auch Madame Dernière genannt. Vier Prinzessinnen erhielten zehn Jahre lang in der Abtei Fontevrault eine umfassende Erziehung und Ausbildung. Maria legte auf die religiöse Schulung ihrer Töchter viel Wert, versuchte deren Hochmut zu zügeln und sie von klein auf an ihren karitativen Werken zu beteiligen. Bis auf die älteste blieben die Töchter unverheiratet; die jüngste wurde Karmelitin.